# رون ديلورم
رون ديلورم هو لاعب هوكي الجليد كندي، ولد في 3 سبتمبر 1955 في نورث باتلفورد في كندا.

## وصلات خارجية
- رون ديلورم على موقع دوري الهوكي الوطني (الإنجليزية)
- رون ديلورم على موقع قاعة مشاهير الهوكي (لاعب أن.إتش.أل) (الإنجليزية)
- رون ديلورم على موقع EliteProspects.com (الإنجليزية)
- رون ديلورم على موقع HockeyDB.com (الإنجليزية)
- رون ديلورم على موقع Hockey-Reference.com (الإنجليزية)